# Ernst Georg Pritzel
Ernst Georg Pritzel (15 de maig de 1875 – 6 d'abril de 1946) va ser un botànic alemany.
Va fer recerca en la fitogeografia i taxonomia. Va contribuir amb treballa sobre les Lycopodiaceae, Psilotaceae i Pittosporaceae a Engler & Prantl's "Die Natürlichen Pflanzenfamilien".
Entre 1900–02, junt amb Ludwig Diels, recollí plantes a Àfrica del Sud, Austràlia i Nova Zelanda. Ells publicaren els resultats (amb més de 5.700 espècies) a Botanische Jahrbücher el 1904–05. Van trobar 235 espècies noves.
El gènere de fongs Pritzeliella l'honora gràcies a Paul Christoph Hennings el 1903.

## Publicacions
- Südwest-Australien (amb Ludwig Diels) 1933 - Southwest Australia
- Lycopodiaceae (amb H. Potonie)
- Fragmenta phytographiae Australiae occidentalis. Beiträge zur Kenntnis der Pflanzen Westaustraliens, ihrer Verbreitung und ihrer Lebens-Verhältnisse (amb Ludwig Diels) 1905 - Contributions to the knowledge of Western Australian plants, their distribution and environment.[3]